# 1992年イギリス総選挙

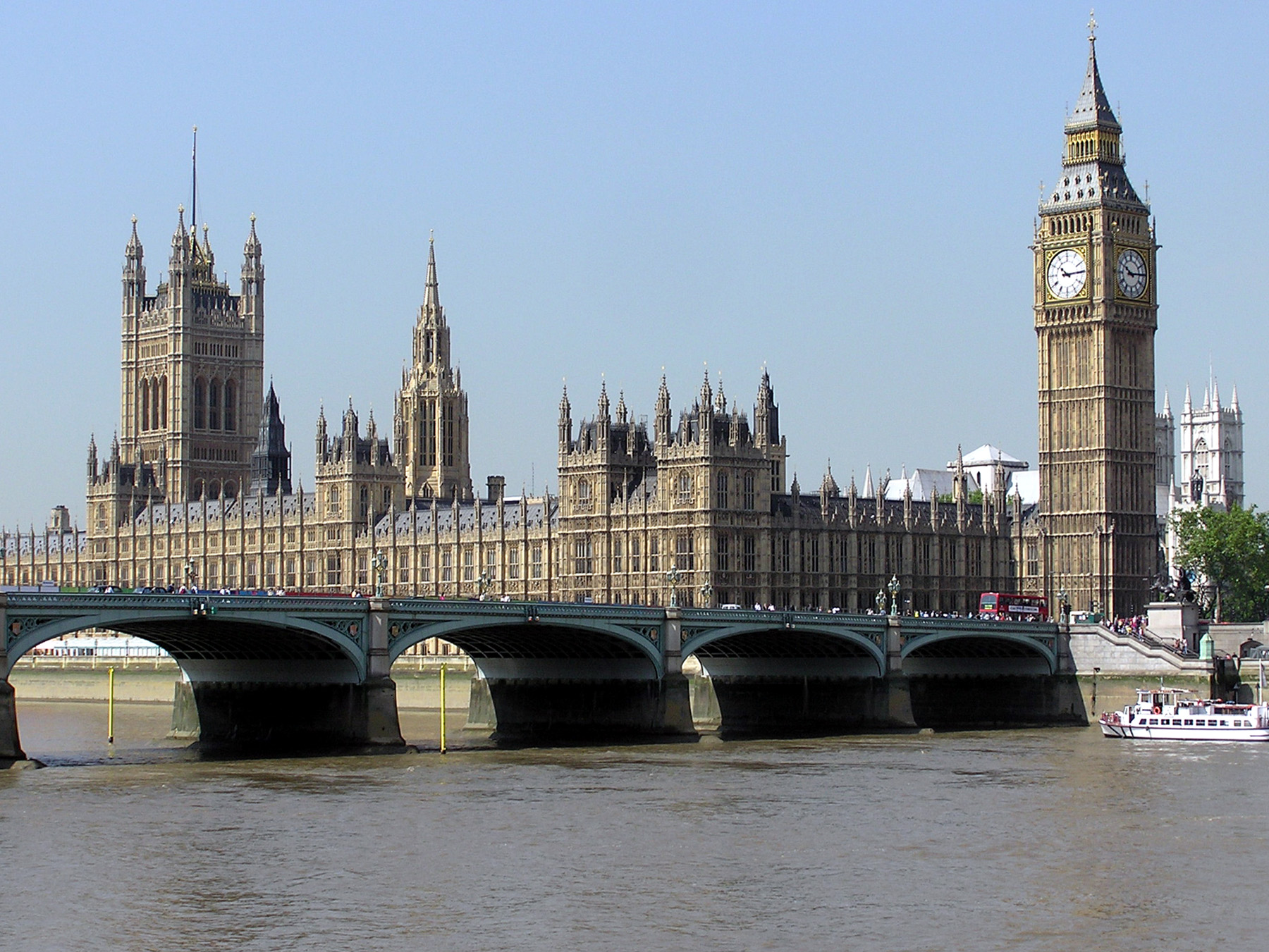
英国議会議事堂（ビッグ・ベン）

1992年イギリス総選挙（1992ねんイギリスそうせんきょ、英語：United Kingdom general election, 1992）は、イギリス議会（正式名称：グレートブリテンおよび北アイルランド連合王国議会）の下院議員を選出するために1992年4月に行われたイギリス総選挙である。

## 選挙の概要
1979年以来首相の座にあったマーガレット・サッチャーが退陣し、その跡を継いだジョン・メージャー首相率いる保守党と、支持を回復しつつあった労働党（党首：キノック）の間で、激しい選挙戦が展開された。投票日までの世論調査では一貫して労働党優位が伝えられていたが、保守党が過半数の議席を守り政権を維持した。

## 選挙結果
- 投票日：1992年4月9日
- 投票率：77.7％
- 有効得票総数：33,614,074
- 庶民院議席数：651議席
- 候補者数：2,494名

| 党派                        | 党派                                    | 得票       | %    | 候補者 | 議席数 |
| --------------------------- | --------------------------------------- | ---------- | ---- | ------ | ------ |
| ■                           | 保守党 （Conservative Party）           | 14,093,007 | 41.9 | 645    | 336    |
| ■                           | 労働党 （Labour Party）                 | 11,560,484 | 34.4 | 634    | 271    |
| ■                           | 自由民主党 （Liberal Democratic Party） | 5,999,906  | 17.8 | 632    | 20     |
| アルスター統一党（UUP）     | アルスター統一党（UUP）                 | 271,049    | 0.8  | 13     | 9      |
| プライド・カムリ（PC）      | プライド・カムリ（PC）                  | 157,696    | 0.5  | 38     | 4      |
| 社会民主労働党（SDLP）      | 社会民主労働党（SDLP）                  | 184,445    | 0.5  | 13     | 4      |
| 民主統一党（DUP）           | 民主統一党（DUP）                       | 103,039    | 0.3  | 7      | 3      |
| スコットランド国民党（SNP） | スコットランド国民党（SNP）             | 629,564    | 1.9  | 72     | 3      |
| 英国連合党（UKUP）          | 英国連合党（UKUP）                      | 19,305     | 0.1  | 1      | 1      |

出典：英国下院資料“General Election Results, 9 April 1992”を引用して作成した。なお、議席を獲得できなかった政党については省略した。
労働党は、世論調査で数年前から一貫して優位な状況が続き、13年振りの政権奪回は確実だと見られていた。しかし投票箱の蓋を開けてみれば、労働党は得票数・議席数共に前回より増やしたものの、与党・保守党はそれを上回る大健闘を見せ、イギリス史上最高得票数を記録して単独過半数を維持した。これは「労働党が政権を握った場合、再び増税するのではないか｣、｢労働組合党｣、｢ストライキ礼賛の党｣、｢福祉偏重の党｣といった労働党へのマイナスイメージが中産層を中心に根強く残っており、結果その多くが保守党に投票したことがこの結果につながったと考えられた。特にこの傾向は、郊外に持ち家を有し比較的安定した生活を送っているホワイトカラーや技能労働者層が多く居住しているイングランド南部で顕著に示され、この地域に割り当てられている177議席のうち、野党・労働党はわずか12議席、比較的成績が良好だったロンドンを加えても261議席中45議席に留まった。労働党が過去4回の総選挙で敗北を続けた責任をとって、キノック党首は辞任。後任には影の内閣の蔵相であるジョン・スミスが就任し、政権奪回に向けた取り組みを進めたが、1994年5月に心臓発作で急死した。そして、スミス党首の跡を継いだトニー・ブレアの下で政権を担いうる幅広い国民に支持されるための労働党へ改革する取り組みが本格的に進められることとなった。
この選挙では、元陸上競技選手でオリンピック金メダリストのセバスチャン・コー（保守党）や、アカデミー主演女優賞を受賞したことがある女優のグレンダ・ジャクソン（労働党）が当選している。